# Filme PET (poliéster)
Filme de poliéster biaxialmente-orientado de poli(tereftalato de etileno) (boPET) é utilizado por sua alta resistência tênsil, estabilidade química e dimensional, transparência, propriedades para bloquear gases e odores, e isolamento elétrico.
Uma variedade de empresas fabricam o boPET e outros filmes de poliéster sob nomes comerciais diferentes. Por exemplo, nos EUA e Grã-Bretanha, as marcas mais conhecidas são "Mylar" e "Melinex". No Brasil e na América Latina, é "Terphane". A maioria dos fabricantes é de membros da AMPEF.

## Fabricação
A resina PET para produção de filmes é produzida através de uma reação de condensação utilizando os monômeros glicol etilênico e o ácido tereftálico (ou o tereftalato de dimetila), gerando além do polímero, compostos secundários, como a água, por exemplo. O processo se dá por extrusão, utilizando matrizes com fendas; em seguida, o material extrudado passa por rolos que lhe dão o formato final.

## Usos do filme de poliéster
Alguns dos usos mais comuns incluem:
- Embalagem de Alimentos
- Embalagem de Itens de Higiene e Limpeza
- Embalagem e proteção de documentos
- Material isolante
- Aplicações náuticas e na indústria aeroespacial
- Aplicações eletrônicas e acústicas
- Aplicações artísticas como estêncil
- Aplicação no hobby de modelismo